# Saint-Léger, Seine-et-Marne
Saint-Léger är en kommun i departementet Seine-et-Marne i regionen Île-de-France i norra Frankrike. Kommunen ligger i kantonen Rebais som tillhör arrondissementet Provins. År 2022 hade Saint-Léger 244 invånare.

## Befolkningsutveckling
Antalet invånare i kommunen Saint-Léger
| Referens: INSEE |